# Eusébio
Eusébio [ewˈzɛbiu] (* 5. Januar 1942 oder 25. Januar 1942 in Lourenço Marques, Portugiesisch-Ostafrika; heute Maputo, Mosambik; † 5. Januar 2014 in Lissabon; voller Name Eusébio da Silva Ferreira) war ein portugiesischer Fußballspieler.
In Anspielung auf seine „katzenartige“ Spielweise wurde er von dem englischen Journalisten Desmond Hackett „Pantera Negra“ (Schwarzer Panther) genannt. Eusébio zählte zu den torgefährlichsten Stürmern der Fußballgeschichte und war das größte Sportleridol Portugals. 1965 wurde er mit dem Ballon d’Or als „Europas Fußballer des Jahres“ ausgezeichnet und belegte bei der FIFA-Wahl zum Spieler des Jahrhunderts den 9. Platz. Insgesamt 15 Jahre lang trug Eusébio das Trikot Benfica Lissabons und prägte die bisher erfolgreichste Ära der Klubgeschichte (u. a. elfmal Meister, fünf Pokalsiege und einmal Gewinner des Europapokals der Landesmeister). Mit 474 Pflichtspieltreffern ist er Rekordtorjäger Benficas.
Bei der Weltmeisterschaft 1966 war Eusébio der überragende Spieler des Turniers. Mit neun Toren wurde er Torschützenkönig und hatte damit erheblichen Anteil am dritten Platz Portugals.

## Jugend
Eusébio wurde 1942 in Lourenço Marques (heute Maputo), der Hauptstadt Portugiesisch-Ostafrikas, geboren. Er war das vierte Kind eines weißen Bahnarbeiters und dessen dunkelhäutiger Ehefrau. Das exakte Geburtsdatum ist umstritten, da zu Zeiten seiner Geburt die Datenerfassung durch die Kolonialverwaltung nicht immer präzise war und sowohl der 5. als auch der 25. Januar als Geburtstag angeführt werden.
Die Familie lebte im Slum Mafalala in äußerst ärmlichen Verhältnissen. Nach dem frühen Tod des Vaters 1950 musste Mutter Elisa die insgesamt neun Kinder alleine großziehen. Der kleine Eusébio war ein begeisterter Fußballer und vernachlässigte regelmäßig die Schule, um „barfuß mit einem Ball aus zusammengebundenen Lumpen auf der Straße zu spielen.“

## Vereinskarriere

### Sporting Clube de Lourenço Marques (1957 bis 1960)
Im Alter von 15 Jahren schloss er sich dem Sporting Clube de Lourenço Marques an und wurde in den nächsten beiden Jahren in der Jugendmannschaft ausgebildet. Er war bereits so gut, dass er früh zu sporadischen Einsätzen bei den Senioren kam. Die Torjäger-Qualitäten des Nachwuchsstürmers waren offensichtlich, 1960 erzielte er 36 Tore in der Campeonato Provincial de Moçambique und leistete damit einen erheblichen Beitrag zum Gewinn der Meisterschaft.

### Benfica Lissabon (1960 bis 1975)
Der Verein aus der portugiesischen Kolonie war eng mit Sporting Lissabon assoziiert, das ein Vorkaufsrecht auf sämtliche Spieler besaß. Jedoch auch die Verantwortlichen von Benfica Lissabon, dem großen Erzrivalen Sportings, erkannten Eusébios Talent. Auf Anraten des ehemaligen brasilianischen Nationalspielers José Carlos Bauer überwies Benfica 350.000 Escudos (rd. 25.000 Euro) Ablöse für den 18-jährigen Eusébio und sicherte sich damit eines der größten Talente des afrikanischen Fußballs. Im Dezember 1960 verließ er die Überseeprovinz Moçambique und brach nach Portugal auf, wo man ihn nach seiner Ankunft allerdings zunächst in einer „Nacht-und-Nebel-Aktion“ in einem kleinen Dorf an der Algarve versteckte. Es sollte ausgeschlossen werden, dass er noch im letzten Moment zu Sporting wechseln könnte, und erst nach der endgültigen Vertragsunterzeichnung kehrte Eusébio nach Lissabon zurück. Da er ohnehin erst im Frühjahr 1961 eine Spielberechtigung erhielt, wurde Eusébio von Trainer Béla Guttmann zunächst behutsam an den Profikader herangeführt. Benfica Lissabon schickte sich in jenen Tagen an, den Europapokal der Landesmeister zu gewinnen. Die mit herausragenden Einzelspielern wie José Águas, José Augusto und Mário Coluna besetzte Mannschaft bezwang im Endspiel den FC Barcelona mit 3:2 und sicherte sich erstmals die begehrte Trophäe. Eusébio war für internationale Partien noch gesperrt und debütierte am 23. Mai 1961 im Freundschaftsspiel gegen Atlético Clube de Portugal, wobei ihm gleich ein Hattrick gelang. Beim anschließenden Vorbereitungsturnier in Paris spielte er sich mit einer atemberaubenden Vorstellung in den Vordergrund. In der Partie gegen den FC Santos (u. a. mit Pelé) wurde er beim Stand von 0:5 eingewechselt und erzielte noch drei Tore zum 3:6-Endstand. Die internationale Presse feierte den unbekannten Stürmer bereits überschwänglich als „neuen Pelé“.
Im Verlauf der Saison 1961/62 wurde Eusébio Stammspieler und von Trainer Guttmann allmählich zum Nachfolger von Altstar José Águas aufgebaut. Mit zwölf Toren in 17 Ligaspielen und einem Doppelpack im Endspiel des Verbandspokals (3:0 gegen Vitória Setúbal) gelang ihm der erhoffte Durchbruch und dies markierte den Start einer einzigartigen Karriere. Im Mai 1962 wurde er europaweit berühmt: Im Endspiel des Europapokals der Landesmeister gegen Real Madrid erzielte Eusébio die entscheidenden Tore zum 4:3 und 5:3, womit er seiner Mannschaft den Weg zur Titelverteidigung ebnete. Nach diesem überwältigenden Sieg erlitt der Matchwinner in der Kabine vor Freude und Hysterie einen Nervenzusammenbruch. Das Finale ging als „eine der großartigsten Fußball-Darbietungen der Sportgeschichte“ in die Chronik der Europacupspiele ein. Noch im selben Jahr belegte der erst 19-jährige Stürmer bei der Wahl zu Europas Fußballer des Jahres den zweiten Rang. Innerhalb weniger Monate war dem unbekannten Jungen aus der portugiesischen Provinz in Afrika der Sprung zum international gefeierten Star gelungen. Benfica war in den 1960er Jahren die mit Abstand beste Vereinsmannschaft Portugals und dominierte die heimische Liga fast nach Belieben. Bis zu seinem Abschied 1975 feierte Eusébio mit dem Klub zehn Meisterschaften (1960/61, 1962/63, 1963/64, 1964/65, 1966/67, 1967/68, 1970/71, 1971/72, 1972/73 und 1974/75) und fünf Pokalsiege (1962, 1964, 1969, 1970, 1972). Auch international gehörten sie weiterhin zur absoluten Spitze und erreichten noch dreimal das Endspiel des Europapokals der Landesmeister, verloren jedoch alle drei Partien (1963 mit 1:2 gegen den AC Mailand, 1965 mit 0:1 gegen Inter Mailand, 1968 mit 1:4 gegen Manchester United). Trotz zahlreicher Nationalspieler war Eusébio unbestrittener Star der Mannschaft. Ausgestattet mit einem kraftvollen, explosiven Antritt sowie einem knallharten Schuss, suchte er stets den direkten Weg zum Tor und entwickelte sich zu einem der besten Stürmer weltweit. Aufgrund seiner wendigen, katzenartigen Geschmeidigkeit beim Dribbling gab die Presse ihm den Spitznamen „Pantera Negra“ (Schwarzer Panther). Insgesamt siebenmal wurde er Torschützenkönig der portugiesischen Liga (1963/64 bis 1967/68, 1969/70 und 1972/73) und 1968 erhielt er mit 42 Treffern die Auszeichnung als Europas bester Torjäger (Goldener Schuh), was ihm 1973 nochmals gelang (40 Tore). Als erster portugiesischer Spieler wurde Eusébio 1965 zu Europas Fußballer des Jahres gewählt.
Obwohl Eusébio das Aushängeschild seines Vereins war, trotz aller Erfolge, Titel und Auszeichnungen hielt man ihn finanziell an der kurzen Leine (Benfica zahlte ihm ein Antrittsgeld von umgerechnet 1.200 EUR im Monat). Die Verantwortlichen redeten ihm die Rolle des schwarzen, naiven Jungen aus dem afrikanischen Busch ein und setzten ihn unter Druck. Benfica forderte astronomische Ablösesummen, die kein Interessent aufbringen konnte, und so blieb Eusébio nichts anderes übrig, als die vom Verein vorgelegten Vertragsangebote zu dessen Konditionen zu unterzeichnen. Der autoritäre portugiesische Staatschef António de Oliveira Salazar erklärte ihn gar für unverkäuflich und auf diesem Weg gelang es, den Starstürmer durch langfristige Verträge dauerhaft zu binden. Erst im Jahr 1975, nach 15 Jahren im roten Trikot, nachdem er seinen Zenit bereits überschritten hatte, erhielt Eusébio die Freigabe. Seine letzte Partie für Benfica bestritt er am 18. Juni 1975 gegen Raja Casablanca.
In 715 Spielen für Benfica erzielte er 727 Tore, davon in 78 UEFA Vereinswettbewerben 59.

### Späte Jahre (1975 bis 1979)
Nach seinem Abschied aus Lissabon ging der inzwischen 33-jährige Eusébio nach Nordamerika in die NASL und spielte dort in den nächsten Jahren für verschiedene Vereine. 1976 trug er für zehn Spiele das Trikot des mexikanischen Erstligisten CF Monterrey. Zum Ende seiner Laufbahn kehrte er zweimal für kurze Gastspiele nach Portugal zurück (SC Beira-Mar 1976/77 und Zweitligist União de Tomar 1977/78). Eusébios „Wanderjahre“ waren vor allem durch seine Knieverletzung geprägt, die ihn kaum trainieren und meist nur unter Schmerzen auflaufen ließ. Aufgrund dieser chronischen Kniebeschwerden beendete er 1979 seine aktive Karriere.

## Nationalmannschaft
Bereits nach wenigen Monaten im Profifußball war der 19-jährige Eusébio ein Kandidat für Portugals Nationalmannschaft und am 8. Oktober 1961 debütierte er bei der 2:4-Niederlage gegen Luxemburg.
Die Nationalmannschaft steckte trotz der internationalen Erfolge Benficas in einer tiefen Krise, doch in den nächsten Jahren begann ein Aufschwung. Portugal qualifizierte sich erstmals für eine WM-Endrunde (1966 in England), wobei Eusébio seinem Land mit sieben von neun Toren den Weg zum Turnier ebnete. Eusébio reiste in absoluter Spitzenverfassung nach England und sollte zum großen Star des Turniers avancieren. Mit spektakulären Distanzschüssen und feinen Dribblings wurde er zu einer Ausnahmeerscheinung. Portugal überstand die Vorrunde (Eusébio hatte drei Tore erzielt) und besiegte dabei sogar Titelverteidiger Brasilien mit 3:1. Im folgenden Viertelfinale schrieb Eusebio WM-Geschichte: Überraschend lagen die Portugiesen im Goodison Park gegen den krassen Außenseiter Nordkorea mit 0:3 zurück, doch dann startete die Seleção eine glorreiche Aufholjagd, bei der Eusébio vier Tore zum 5:3-Sieg beisteuerte. Mit diesem Spiel sicherte er sich einen Platz in der Ruhmeshalle des Weltfußballs. Doch im Halbfinale erwies sich Gastgeber England als zu stark und Portugal unterlag mit 1:2 (Eusébio hatte den Anschlusstreffer besorgt). Eusébio sagte bis zum Schluss, dass der portugiesische Verband das Spiel an die Gastgeber verkauft hatte. Schließlich sicherte sich Portugal den dritten Platz und Eusebio erklärte später: „Die Weltmeisterschaft 1966 war der Höhepunkt meiner Laufbahn. Wir haben zwar das Halbfinale verloren, aber der portugiesische Fußball war einer der großen Gewinner.“
Die WM 1966 sollte das einzige Turnier bleiben, an dem Eusébio teilnahm, und erst 1986 qualifizierte sich Portugal wieder für eine Weltmeisterschaft. Nach der verpassten WM-Qualifikation für das Turnier 1974 erklärte er seinen Rücktritt aus der Nationalmannschaft. Das 2:2-Unentschieden gegen Bulgarien am 19. Oktober 1973 war Eusébios letztes Länderspiel. Insgesamt traf er in 64 Länderspielen 41-mal und war damit bis 2005 Rekordtorschütze Portugals, ehe er von Pauleta überholt wurde.

## Weiteres Leben

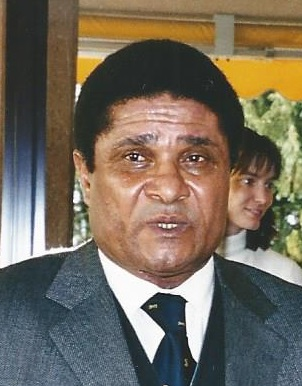
Eusébio (2001)

Im Jahre 1979 beendete Eusébio seine Karriere und kehrte nach Lissabon zurück, um in Benficas Nachwuchsbereich zu arbeiten. Von 1985 bis 1992 fungierte er als Co-Trainer der Profimannschaft und arbeitete u. a. im Stab von Sven-Göran Eriksson.
In Portugal wurde Eusébio als Idol verehrt, wurde zu einem Symbol für Stolz und Loyalität. Anlässlich des 50. Jubiläums der UEFA 2004 erklärte der portugiesische Fußballverband FPF Eusebio zum „Goldenen Spieler“ der vergangenen 50 Jahre. Er genoss den Respekt der Öffentlichkeit und repräsentierte den portugiesischen Fußballverband. In dieser Funktion besuchte er die Nationalmannschaft bei internationalen Turnieren.
In seinen letzten Jahren hatte Eusébio gesundheitliche Probleme; er musste sich mehrmals im Krankenhaus behandeln lassen (u. a. wegen einer Lungenentzündung). Er starb am 5. Januar 2014 gegen 4:30 Uhr im Alter von 71 Jahren an einem Herzstillstand. In Portugal wurde daraufhin eine dreitägige Staatstrauer ausgerufen. Im Juli 2015 überführte man die sterblichen Überreste vom Lissabonner Friedhof Lumiar in das Lissaboner Pantheon in der Kirche Santa Engrácia.

## Titel und Auszeichnungen

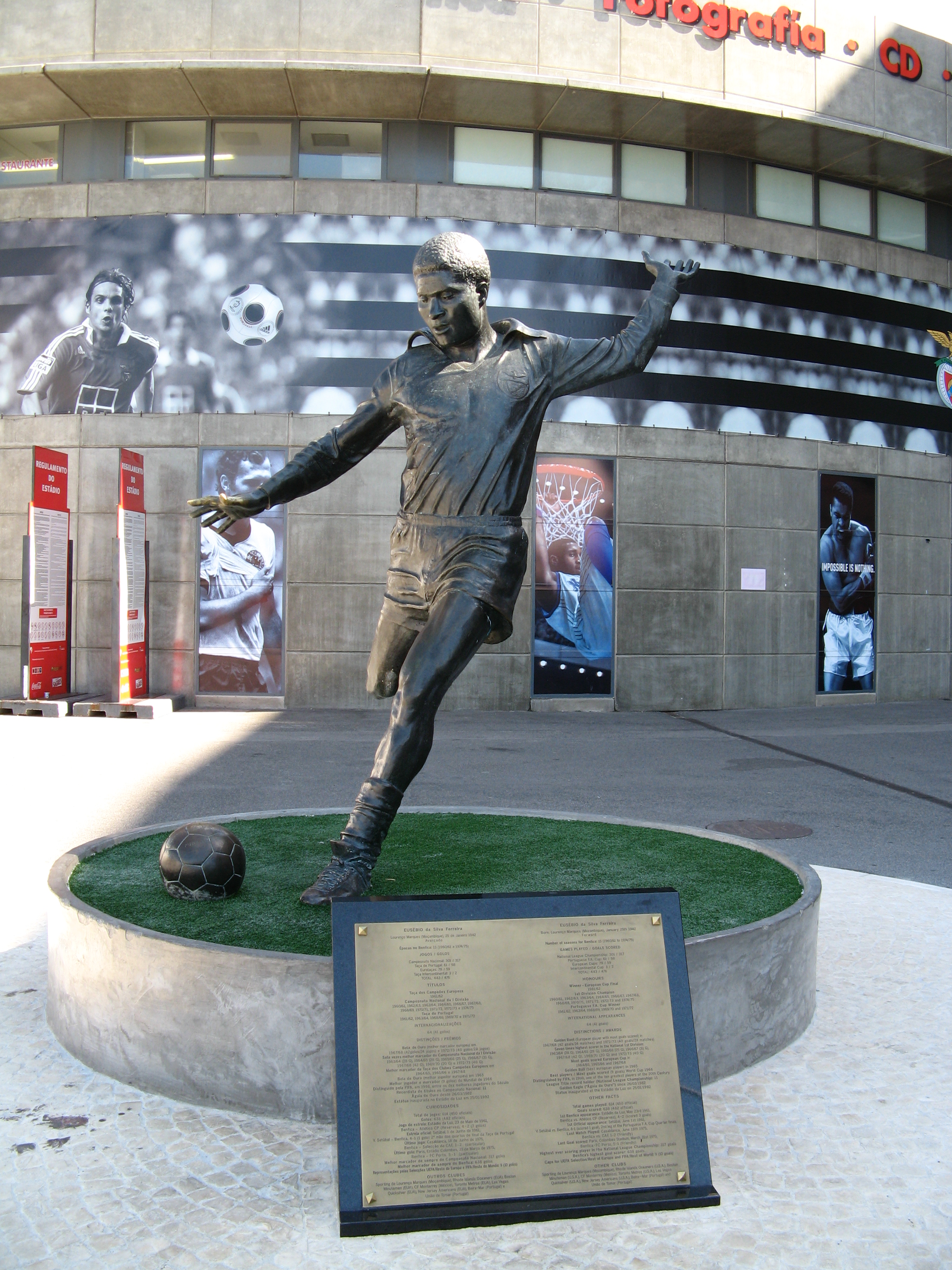
Eusébios Statue vor dem Estádio da Luz

### Vereine
- Distriktmeisterschaft von Lourenço Marques: 1960
- Mosambikanischer Meister: 1960
- Portugiesischer Meister (11): 1960/61, 1962/63, 1963/64, 1964/65, 1966/67, 1967/68, 1968/69, 1970/71, 1971/72, 1972/73, 1974/75
- Portugiesischer Pokalsieger (5): 1962, 1964, 1969, 1970, 1972
- Europapokal der Landesmeister: 1961/62

### Nationalmannschaft
- WM-Dritter 1966

### Persönlich
- Torschützenkönig der portugiesischen Liga (7): 1963/64 (28 Tore), 1964/65 (28), 1965/66 (25), 1966/67 (31), 1967/68 (42), 1969/70 (20), 1972/73 (40)
- Torschützenkönig Europapokal der Landesmeister (3): 1964/65 (9 Tore/mit José Augusto Torres), 1965/66 (7 Tore/mit Flórián Albert), 1967/68 (6 Tore)
- Goldener Schuh (2): 1967/68 (42 Tore), 1972/73 (40 Tore)
- Ballon d’Or („Europas Fußballer des Jahres“): 1965 (Zweiter: 1962, 1966)
- Portugals Fußballer des Jahres (2): 1970, 1973
- WM-Torschützenkönig: 1966 (9 Tore)
- FIFA 100